# I Déu creà la dona
I Déu creà la dona (títol original en francès: Et Dieu... créa la femme) és una pel·lícula dramàtica romàntica francesa del 1956 dirigida per Roger Vadim en el seu debut com a director i protagonitzada per Brigitte Bardot. Tot i que no és la seva primera pel·lícula, és àmpliament reconeguda com el vehicle que va llançar a Bardot al focus públic i immediatament va crear el seu personatge de "sex kitten", fent-la una sensació durant la nit. Ha estat doblada al català.
Quan la pel·lícula va ser estrenada als Estats Units per Kingsley-International Pictures el 1957, va superar els límits de la representació de la sexualitat al cinema estatunidenc, i la majoria d'impressions disponibles de la pel·lícula eren molt editades per conformar-se amb els estàndards censors del Codi Hays. El cineasta Peter Bogdanovich la va acreditar per "treure el cinema francès". fora de les cinemes d'art dels Estats Units i cap al corrent principal i, per tant, sense voler, també obre el camí per a la presa de possessió a França dels cineastes de la Nouvelle vague."
Un remake en anglès també titulat And God Created Woman va ser dirigit per Vadim i llançat el 1988.

## Argument
Juliette és una òrfena de 18 anys a Sant Tropetz, França, amb un alt nivell d'energia sexual. No fa cap esforç per frenar la seva sensualitat natural; estirada nua al seu pati, habitualment es treu les sabates i caminant descalça, sense tenir en compte moltes convencions socials i les opinions dels altres. Aquest comportament provoca un enrenou i crida l'atenció de la majoria dels homes que l'envolten.
El seu primer pretendent és Eric Carradine, molt més gran i ric. Vol construir un nou casino a Sant Tropetz, però els seus plans estan bloquejats per una petita drassana en el tram de terra que necessita per a la urbanització; la drassana és propietat de la família Tardieu.
Antoine, el gran dels tres germans Tardieu, torna a casa el cap de setmana per escoltar la proposta de Carradine i Juliette està esperant que la porti amb ell. Les seves intencions són a curt termini, i la rebutja marxant de Sant Tropetz sense ella.

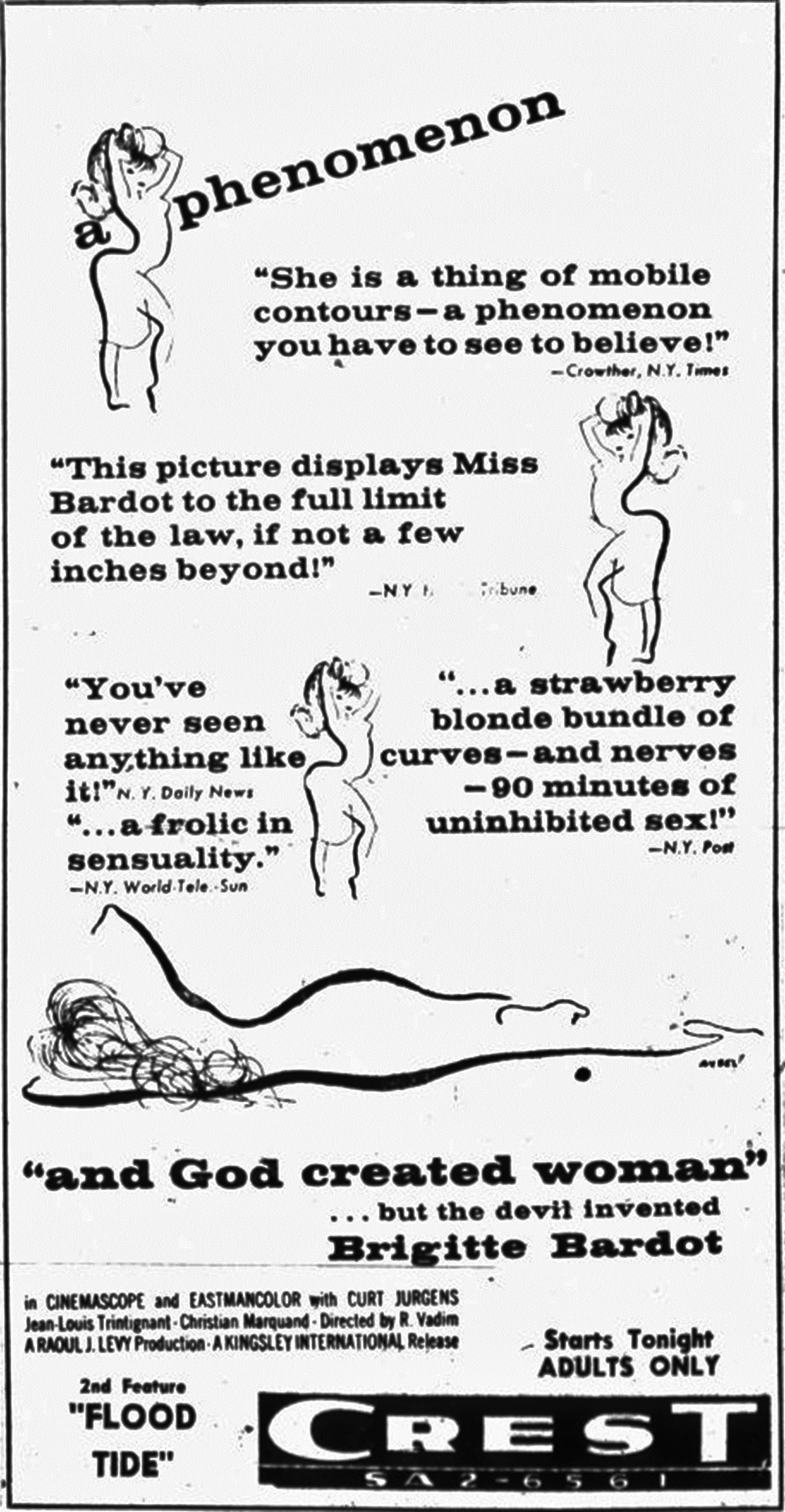
Anunci cinematogràfic als Estats Units, 9 d’abril de 1958

Cansats del seu comportament indignant, els tutors de Juliette amenacen amb enviar-la de tornada a l'orfenat, que la confinarà fins als 21 anys. Per mantenir-la a la ciutat, Carradine suplica sense èxit a Antoine que es casi amb ella. El seu germà petit Michel, enamorat i ingenu, veu la seva oportunitat i li proposa matrimoni a Juliette. Malgrat el seu amor per Antoine, accepta.
Quan l'Antoine té contracte per tornar a casa i treballar per a Carradine, el comportament de Juliette es torna cada cop més irrespectuós amb el seu marit. En un sospir, agafa un dels vaixells de la família. Quan té problemes de motor, Antoine l'ha de salvar. Mentre s'acosten junts en una platja verge, ella el sedueix.
Juliette comença a actuar de manera estranya. Se’n va al llit dient que té febre. Li diu a Christian, el germà petit de Tardieu, que va tenir sexe amb Antoine a la platja. Quan la senyora Tardieu, mare dels tres nois, se n'assabenta, li diu a Michel que ha de fer fora la Juliette ràpidament. En Michel va a la seva habitació per parlar amb Juliette, però ella s'ha anat al Bar des Amis a beure i ballar.
En Michel intenta anar a buscar-la, però l'Antoine el tanca dins, dient-li que s'oblidi d'ella. Michel lluita contra el seu germà per la clau i marxa després de Juliette.
L'Eric ha estat alertat que Juliette està fent un espectacle i ve al bar a recollir-la. Juliette es nega a marxar amb ell. Michel arriba però Juliette es nega a parlar amb ell i continua amb el seu ball improvisat i sexualment suggeridor. Quan ignora l'ordre de Michel d'aturar-se, Michel li dispara. Eric entra i està lleument ferit. Antoine s'ofereix a portar l'Eric a un metge i se'n van. Michel dona una bufetada enutjat a Juliette quatre vegades. Ella només li somriu amb satisfacció perquè li ha provocat aquest comportament. De camí cap al metge, Eric li diu a l'Antoine que el reassignarà a treballar a un altre lloc per posar una mica de distància entre ell i Michel i Juliette. Diu: "Aquella noia va ser feta per destruir homes". A l'escena final, Michel i Juliette caminen a casa junts, agafats de la mà.

## Repartiment
- Brigitte Bardot com a Juliette Hardy
- Curd Jürgens com a Éric Carradine
- Jean-Louis Trintignant com a Michel Tardieu
- Marie Glory com a Mme Tardieu
- Georges Poujouly com a Christian Tardieu
- Christian Marquand com a Antoine Tardieu
- Jane Marken com a Madame Morin
- Jean Tissier com a M. Vigier-Lefranc
- Isabelle Corey com a Lucienne
- Jacqueline Ventura com a Mme Vigier-Lefranc
- Jacques Ciron com a Secretari d'Éric
- Paul Faivre com a M. Morin
- Jany Mourey com a representant de l'orfenat

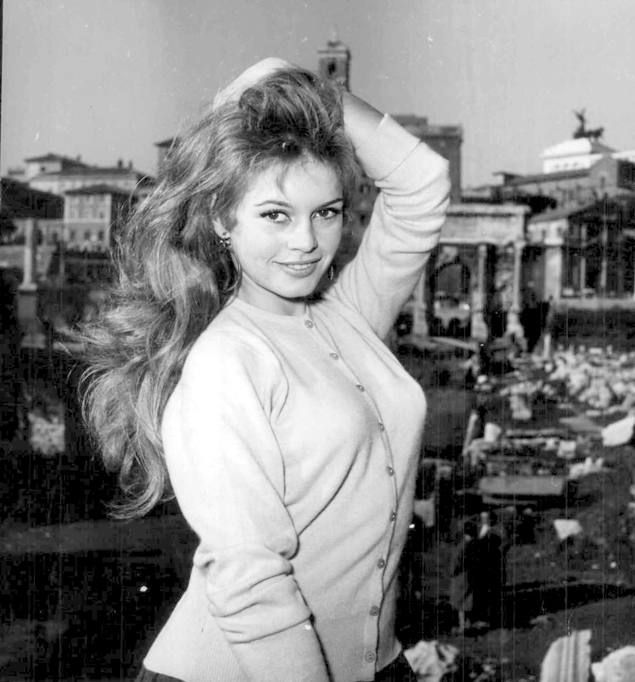
Brigitte Bardot el 1957

- Philippe Grenier com Perri
- Jean Lefebvre com a l'home que volia ballar
- Leopoldo Francés com el Ballarí
- Jean Toscano com a René

## Producció
A mitjans de la dècada de 1950 Roger Vadim era un guionista consolidat i havia escrit diverses pel·lícules protagonitzades per la seva aleshores esposa Brigitte Bardot. El productor Raoul Levy volia que Vadim escrigués i dirigís una pel·lícula protagonitzada per Bardot, i li va suggerir que adaptés el llibre El petit geni de Maurice Garçon. A Vadim no li va agradar el llibre i va inventar una nova història, una basada en el judici d'una dona que havia estat l'amant de tres germans diferents i que va matar un d'ells. Vadim es va mostrar especialment entusiasmat amb l'actitud de la dona envers els seus amants, el jurat i la policia. A Levy li va agradar la idea de Vadim i va obtenir finançament.
Levy va aconseguir recaptar finançament de Columbia, que proporcionaria color i CinemaScope sempre que Curt Jurgens tingués un paper. Els papers dels germans ja s'havien escollit, així que Vadim va reescriure el guió en dos dies per ampliar la part d'un traficant d'armes per poder oferir-lo a Jurgens.

## Recepció

### Taquilla
La pel·lícula va ser un gran èxit a França, una de les deu pel·lícules més populars a la taquilla britànica en el seu any d'estrena i la pel·lícula en llengua estrangera més gran dels Estats Units en aquell moment. La pel·lícula va guanyar 4 milions de dòlars als EUA (ingressant 12 milions de dòlars) i 21 milions més a tot el món.
La pel·lícula va ser extremadament popular a Kansas City, on es va projectar durant un any al Kimo Theatre, amb una recaptació de més de 100.000 dòlars, un rècord per a Kansas City en aquell moment. A Europaaquesta pel·lícula ha batut rècords d'assistència a sales des de Noruega fins a l'Orient Mitjà.Va guanyar per a França més de 8 milions de dòlars, més que la major exportació de França: "el Renault Dauphine".
Als Estats Units, la pel·lícula va ser estrenada per Kingsley-International, una subsidiària de Columbia Pictures ja que a Columbia se li va prohibir estrenar una pel·lícula amb nuesa i temes per a adults. La Legió Catòlica de la Decència li va donar una "C" per qualificació de "Condemnada". Un portaveu de Columbia va afirmar que la pel·lícula hauria rebut el doble de reserves amb una qualificació "B" menys restrictiva, però només hauria fet la meitat del negoci. Variety (4 de desembre de 1957) va informar que, malgrat la qualificació, la pel·lícula va batre "rècords locals al  Paris Theatre, N.Y., i en altres cases on s'ha projectat", i va assenyalar que "A Fitchburg (Massachusetts), en realitat va superar Els Deu Manaments ."
L'autor Peter Lev descriu l'impacte de la pel·lícula a Amèrica:
| « | L'impacte de I Déu creà la dona en la indústria cinematogràfica va ser important. Les noves pel·lícules de Bardot van ser agafades amb ganes pels distribuïdors, i les antigues pel·lícules de Bardot es van estrenar o tornar a estrenar. Els preus dels drets de distribució de pel·lícules estrangeres van augmentar en general. | » |

### Resposta crítica
Quan la pel·lícula es va estrenar als Estats Units, Bosley Crowther, el crític de cinema de The New York Times, va trobar Brigitte Bardot atractiva però la pel·lícula mancada i no va poder recomanar-la. Va escriure: "Bardot es mou d'una manera que accentua plenament els seus encants. Innegablement és una creació d'una artesania superlativa. Però aquesta és l'extensió de la transcendència, perquè no hi ha res de sublim en el guió d'aquesta petita pel·lícula completament decidida. ...No podem recomanar aquest petit article com una mostra del millor de les pel·lícules gales. És maldestrament interpretades. No hi ha res més que un fervor sensual en l'actuació de Mlle Bardot, i Christian Marquand i Jean-Louis Trintignant són grans respiradors com els seus homes".
El crític de cinema Dennis Schwartz va escriure: "El drama eròtic alegre va estar lligat amb alguns moments tristos de textura fina que gairebé no van ressonar com a drama seriós. Però, per més lleugera que fos la història, sempre va ser animada i fàcil d'atrapar als ulls, sumant gairebé res més d'un munt d'instantànies de Bardot posant com un gatet sexual en diverses etapes de despullar-se. Al públic li va encantar i es va convertir en un gran cop de taquilla, i va obrir el camí per a una sèrie de pel·lícules sexy fent gala de Bardot com a objecte sexual, era que sota la seva crida a l'alliberament hi havia una visió reaccionària i masclista del sexe."
Rotten Tomatoes informa d'una puntuació d'aprovació del 71% basada en 14 ressenyes, amb una puntuació mitjana de 6,6/10.

## Censura
Quan es va estrenar als Estats Units, la pel·lícula va ser condemnada per la National Legion of Decency.
La policia va intentar suprimir la seva projecció als Estats Units.